# José María de Figueroa y Alonso-Martínez
José María de Figueroa y Alonso-Martínez   (Madrid, 24 de desembre de 1897 - Tafersit, 20 d'octubre de 1920) va ser un militar i jugador de polo espanyol. Fill d'Álvaro de Figueroa y Torres, primer comte de Romanones, i de Casilda Alonso-Martínez i Martín, era germà del també jugador de polo Álvaro.
El 1920 va prendre part en els Jocs Olímpics d'Anvers, on guanyà la medalla de plata en la competició de polo en perdre la final contra la selecció britànica. Compartí equip amb Jacobo Fitz-James Stuart, Leopoldo Saínz de la Maza, Hernando Fitz-James Stuart i Álvaro de Figueroa. No jugà cap dels partits del torneig olímpic.
Poc després va morir en un combat a Tafersit, al protectorat espanyol del Marroc, durant la Guerra del Rif.